# Siyambalanduwa Division
Siyambalanduwa Division är en division i Sri Lanka.   Den ligger i distriktet Moneragala District och provinsen Uvaprovinsen, i den sydöstra delen av landet, 190 km öster om huvudstaden Colombo. Antalet invånare är 53 059.